# Rote Lache von Wolfgang

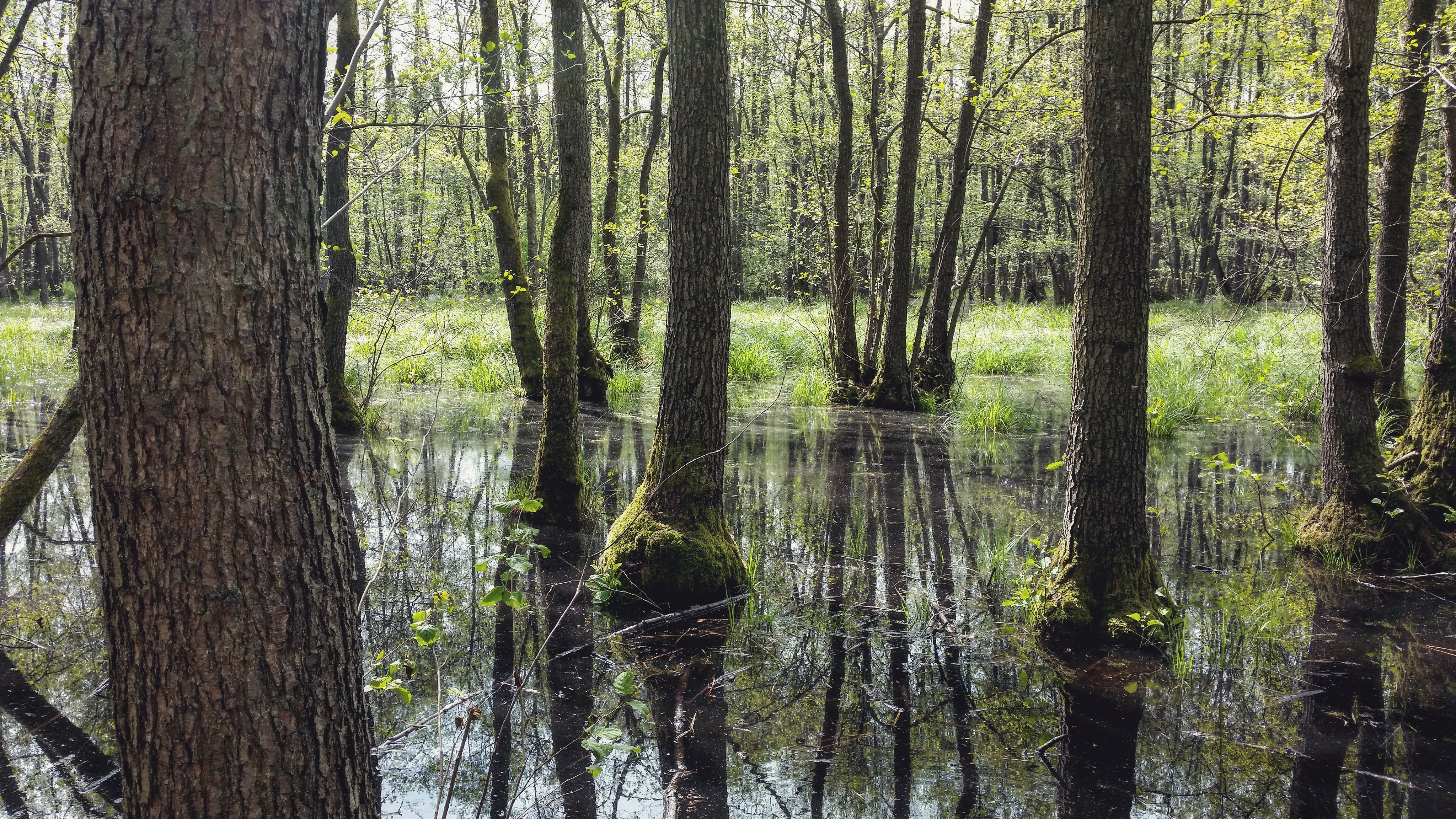
Die Rote Lache von Wolfgang

Die Rote Lache von Wolfgang ist ein Naturschutzgebiet auf dem Gebiet der Stadt Hanau im Main-Kinzig-Kreis in Hessen. Das Naturschutzgebiet liegt in der Bulau östlich des Hanauer Stadtteils Wolfgang direkt an der westlich verlaufenden A 45 am Hanauer Kreuz. Dieser versumpfte Bruchwald wird vom Doppelbiergraben durchflossen. Direkt durch die Rote Lache verlief einst der Limes.

## Bedeutung
Das 63,58 ha große Gebiet mit der Kennung 1435022 ist seit dem Jahr 1981 als Naturschutzgebiet ausgewiesen. Es steht unter Naturschutz, um „die seltenen Pflanzengesellschaften mit verschiedenen Großseggengesellschaften, Traubenkirschen-Erlen-Eschenbruchwald, Stieleichen-Hainbuchenwald in der für diesen Naturraum einzigartigen Zonierung zu erhalten sowie bestandsgefährdete Tier- und Pflanzenarten in der Roten Liste Hessens zu schützen.“